# Кухарешин, Валерий Александрович
Валерий Александрович Кухаре́шин (род. 7 декабря 1957, Ленинград, СССР) — советский и российский актёр театра, кино и дубляжа. Народный артист Российской Федерации (2005).

## Биография
Родился 7 декабря 1957 года в Ленинграде (ныне Санкт-Петербург).
Мать работала в прачечной, отец был электромонтёром. Учительница биологии в школе, в которой учился Валерий, также вела драматический кружок. Он стал посещать данный кружок, впоследствии стал ходить в студию при Дворце культуры им. Ленсовета (руководитель — Г. Н. Каганов).
После окончания школы поступил в ЛГИТМиК (курс А. Кацмана, Л. Додина), который окончил в 1979 году. С 1980 года является актёром Молодёжного театра на Фонтанке. В 1983 году дебютировал в кино, однако активно сниматься начал только в начале 1990-х.
В 1994 году режиссёр Алексей Балабанов пригласил переозвучить главную роль Землемера (Николай Стоцкий) в его фильме «Замок». Так началась[прояснить] карьера Кухарешина в дублировании. Он озвучивал многих голливудских кинозвёзд — Брюса Уиллиса, Колина Фаррелла, Джона Малковича, Дастина Хоффмана, а также главного героя в переводе студии LostFilm сериала «Доктор Хаус».
Играет в театре и телефильмах, занимается дублированием иностранных фильмов. Дублирует для студии «Невафильм», где озвучил ряд мультсериалов и мультфильмов студии «Disney», в том числе с участием Скруджа Макдака (в 2000—2021 годах). Для издательства «АСТ» озвучил около четырёх десятков книг.
В свободное время увлекается рыбалкой.

## Семья
Бывшая жена — актриса, кинорежиссёр, государственный и общественный деятель Александра Яковлева (1957—2022).
Дочь Елизавета Кухарешина. Некоторое время работала в администрации Театра имени Маяковского.
Сын Кондратий Яковлев. Отслужив в армии, работал в одном столичном клубе, потом — в агентстве по недвижимости, ещё позже — менеджером в туристическом журнале. Начальник поезда «Сапсан». Со 2 февраля 2018 года по 17 ноября 2021 года являлся генеральным директором компании — АО «Калининградская пригородная пассажирская компания».

## Звания
- Заслуженный артист Российской Федерации (1994)[7].
- Народный артист Российской Федерации (2005)[2].

## Роли в театре
Валерий Кухарешин занят в спектаклях действующего репертуара Молодёжного театра на Фонтанке:
- «Без вины виноватые» — Григорий Львович Муров (А. Н. Островский)
- «Три сестры» — Вершинин (А. П. Чехов)
- «Лев зимой» — Генрих II (Джеймс Голдмен)
- «Иов» — Мендель Зингер (Иозеф Рот)
- «Цена» — Грегори Соломон (Артур Миллер)
- «Жаворонок» — архиепископ (Жан Ануй)
- «Абанамат!» (по циклу рассказов «Наши») — Донат, отец Сергея (С. Д. Довлатов)

Принял участие в более чем пятидесяти постановках различных петербургских театров. На сценической площадке литературно-мемориального музея Ф. М. Достоевского выступал в спектаклях в постановке Георгия Васильева: в монодраме «Табу, актёр!» (по пьесе Сергея Носова) и «Обняться и заплакать» по мотивам повести Достоевского «Вечный муж» (пьеса Альбины Шульгиной).

## Роли в кино
| Год       |     | Название                                                            | Роль                                                                                         |
| --------- | --- | ------------------------------------------------------------------- | -------------------------------------------------------------------------------------------- |
| 1983      | ф   | Дублёр начинает действовать                                         | работник завода                                                                              |
| 1990      | док | Буги-Вуги каждый день                                               | психиатр, прохожий                                                                           |
| 1991      | ф   | Крепкий мужик                                                       | Андрей Васильевич Никитин, сельский учитель литературы                                       |
| 1991      | тф  | Сократ                                                              | Аристокл, философ                                                                            |
| 1992      | ф   | Дверь в лето                                                        | Хьюберт Твишел, доктор                                                                       |
| 1993      | ф   | Аляска Кид                                                          | человек на балу                                                                              |
| 1993      | ф   | Жизнь и приключения четырёх друзей 2 (серия № 1 «Кот Семафор»)      | отец Никиты                                                                                  |
| 1993      | ф   | Прохиндиада 2                                                       | экстрасенс                                                                                   |
| 1993      | ф   | Мадемуазель О.                                                      | Максим                                                                                       |
| 1995      | ф   | Домовой старого замка                                               | Маттс                                                                                        |
| 1995      | ф   | Музыка любви: Роберт и Клара Шуман                                  | Эдуард                                                                                       |
| 1996      | ф   | Операция «С Новым годом!»                                           | Карл Иванович, ангел                                                                         |
| 1997      | ф   | Анна Каренина                                                       | доктор-специалист                                                                            |
| 1998      | ф   | Камень Отриона                                                      | Динмар / Трин                                                                                |
| 1999      | ф   | Прощай, Павел                                                       | Алексей                                                                                      |
| 1998      | ф   | Хочу в тюрьму                                                       | посетитель кафе (озвучивал Владимир Ерёмин)                                                  |
| 1998      | кор | Яблочки                                                             | Имя персонажа не указано                                                                     |
| 1998—1999 | с   | Агент национальной безопасности (серия № 6 «Страсти по Филонову»)   | Альберт Коростылёв, сотрудник Русского музея                                                 |
| 1999      | кор | Болдинская осень                                                    | «Чехов»                                                                                      |
| 2000      | ф   | Романовы. Венценосная семья                                         | Лев Давидович Троцкий                                                                        |
| 2001      | с   | Бандитский Петербург. Фильм 3. Крах Антибиотика (с серии № 4)       | Серафим Данилович Лейкин, подполковник, заместитель начальника РУОП (озвучил Игорь Добряков) |
| 2001      | с   | Убойная сила 3 (фильм № 3 «Закон перспективы»)                      | князь                                                                                        |
| 2000—2001 | с   | Улицы разбитых фонарей 3 (серия № 15 «Чёрная метка»)                | Борис Сергеевич Гостев, первый президент концерна «Икар» (озвучил Станислав Концевич)        |
| 2002      | с   | Агентство «Золотая пуля» (серия № 11 «Дело о лопнувших агентствах») | Пётр Николаевич Брызгалов                                                                    |
| 2002      | с   | Время любить                                                        | Бэзил, художник                                                                              |
| 2002      | с   | Дневник убийцы                                                      | Александр Блок, русский поэт                                                                 |
| 2002      | с   | Пейзаж с убийством                                                  | Санечка                                                                                      |
| 2002      | с   | Русские страшилки (серия № 16 «Город счастья»)                      | Дмитрий Алексеевич, врач-психиатр                                                            |
| 2002      | с   | Начальник каруселей                                                 | Имя персонажа не указано                                                                     |
| 2003      | с   | Демон полдня                                                        | Конев, следователь прокуратуры                                                               |
| 2003      | с   | Женский роман                                                       | Попов                                                                                        |
| 2003      | ф   | Золотой век                                                         | священник                                                                                    |
| 2003      | с   | Мангуст                                                             | Александр Ильич Манохин, директор частного детективного агентства                            |
| 2003      | с   | Чужое лицо                                                          | директор клиники                                                                             |
| 2004      | с   | Мангуст 2                                                           | Александр Ильич Манохин, директор частного детективного агентства                            |
| 2004      | с   | Опера. Хроники убойного отдела (фильм № 4 «Автокоп»)                | Виктор Иванович                                                                              |
| 2004      | с   | Возвращение Мухтара                                                 | Имя персонажа не указано                                                                     |
| 2005      | с   | Брежнев                                                             | Фёдор, буфетчик в Завидово                                                                   |
| 2005      | с   | Господа присяжные                                                   | буфетчик                                                                                     |
| 2005      | с   | Принцесса и нищий                                                   | военный врач                                                                                 |
| 2005      | с   | Фаворит                                                             | Никита Иванович Панин, русский дипломат                                                      |
| 2006      | с   | Лабиринты разума (фильм № 9 «Пазл»)                                 | милиционер                                                                                   |
| 2006      | ф   | Мечта                                                               | отец Лены                                                                                    |
| 2006      | с   | Морские дьяволы (серия № 8 «Бомба от фараона»)                      | Александр Вячеславович Бурёнков, российский консул                                           |
| 2006      | с   | Секретная служба Его Величества                                     | Густав Карлович Шлегель                                                                      |
| 2006      | с   | Сонька — Золотая ручка                                              | Филипп Гарро                                                                                 |
| 2006      | с   | Столыпин… Невыученные уроки                                         | отец Дмитрия Богрова                                                                         |
| 2007      | ф   | Белая ночь, нежная ночь                                             | детектив                                                                                     |
| 2007      | ф   | Ветка сирени                                                        | американский режиссёр                                                                        |
| 2007      | с   | Группа «Zета»                                                       | Сергей Сергеевич Курепов                                                                     |
| 2007      | ф   | Заговор                                                             | эпизод                                                                                       |
| 2007      | с   | Мушкетёры Екатерины                                                 | Пантелеймон                                                                                  |
| 2007      | с   | Пером и шпагой                                                      | принц Луи де Конти                                                                           |
| 2007      | с   | Тени прошлого (фильм № 1 «Золото Наполеона»)                        | Андрей Владимирович Севастьянов                                                              |
| 2008      | с   | Августейший посол                                                   | Вильгельм Оранский                                                                           |
| 2008      | ф   | Александр. Невская битва                                            | Эрик XI, король Швеции                                                                       |
| 2008      | с   | Двое из ларца 2 (фильм № 6 «В дебрях Мельпомены»)                   | Михаил Александрович Заславский, директор театра                                             |
| 2008      | с   | Дорожный патруль                                                    | Алексей Морозов, эксперт                                                                     |
| 2008      | с   | Золото Трои                                                         | Генрих Шлиман                                                                                |
| 2008      | с   | Объявлены в розыск                                                  | Филиппов, подполковник милиции                                                               |
| 2009      | с   | Брачный контракт (серия № 13 «Отцы и дети»)                         | Лев Борисович Левин, академик                                                                |
| 2009      | ф   | Буратино и Солнце (Буратино, сын Пиноккио)                          | Дуремар                                                                                      |
| 2009      | с   | Вербное воскресенье                                                 | Аристарх Евсеевич, директор театра                                                           |
| 2009      | ф   | В сторону от войны                                                  | Леонид Белугин, баянист                                                                      |
| 2009      | ф   | Люди добрые                                                         | Римас                                                                                        |
| 2009      | ф   | Похороните меня за плинтусом                                        | Аарон Моисеевич, гомеопат                                                                    |
| 2009      | с   | Слово женщине                                                       | Пётр Логинов                                                                                 |
| 2010      | с   | Дом у большой реки                                                  | Бескозырко, уполномоченный по опеке и попечительству                                         |
| 2010      | с   | Достоевский                                                         | Николай Алексеевич Некрасов, русский поэт                                                    |
| 2010      | ф   | Багровый цвет снегопада                                             | Александр Фёдорович Керенский                                                                |
| 2010      | с   | Семейный очаг                                                       | Аркадий Миронович Расецкий, театральный режиссёр                                             |
| 2011      | с   | Катя. Продолжение                                                   | Леонид Константинович Воронцов, ювелир                                                       |
| 2011      | с   | Приставы (серия № 19 «Божья кара»)                                  | Стрельцов                                                                                    |
| 2011      | с   | Сплит                                                               | вампир Этос                                                                                  |
| 2011      | с   | Отрыв                                                               | Лев Наумович Циперсон, полковник госбезопасности                                             |
| 2011      | с   | Формат А-4                                                          | Анатолий Францевич, отец Антонины                                                            |
| 2011      | с   | Личные обстоятельства                                               | Антон Георгиевич, главный врач клиники, начальник Германа                                    |
| 2011      | с   | ППС                                                                 | Иван Сергеевич Котельников, генерал-лейтенант                                                |
| 2012      | с   | Белая гвардия                                                       | патологоанатом                                                                               |
| 2012      | с   | Я отменяю смерть                                                    | Сергей Зимин, отец Риты                                                                      |
| 2013      | с   | Майор полиции                                                       | Аркадий Валерьевич, адвокат Вадима Некрасова                                                 |
| 2013      | с   | Разведчицы                                                          | Борис Александрович Серебров, крупный советский учёный-физик                                 |
| 2013      | ф   | Тариф на прошлое                                                    | Евгений Петрович Фомин, отец Марины Фоминой, начальник Виталия Шестакова                     |
| 2014      | ф   | Красное небо (Керосиновые ковбои) / Red Sky (Россия, США)           | Дымов, профессор                                                                             |
| 2014      | ф   | Поддубный                                                           | Великий князь Владимир Александрович                                                         |
| 2015      | ф   | Великая                                                             | Михаил Илларионович Воронцов, граф, канцлер                                                  |
| 2016      | с   | Такая работа (серии № 89, 90, 102)                                  | Василий Иванович                                                                             |
| 2016      | с   | Шаман. Новая угроза (фильм № 15 «Выгодное предложение»)             | Ковальков, начальник геологической службы                                                    |
| 2017      | ф   | День до (новелла № 3 «Поэт»)                                        | Борис Кораблёв, друг поэта Аркадия Зерцалова                                                 |
| 2017      | с   | Анна Каренина                                                       | начальник станции                                                                            |
| 2017      | ф   | Матильда                                                            | Имя персонажа не указано                                                                     |
| 2017      | с   | Отличница                                                           | Эйгенсон, закройщик                                                                          |
| 2017      | с   | Лачуга должника                                                     | защитник в суде                                                                              |
| 2017      | с   | Ученица Мессинга                                                    | Илья Темников                                                                                |
| 2018      | с   | Алиби                                                               | Сергей Александрович Маклаков, бизнесмен                                                     |
| 2018      | с   | Осколки                                                             | Виктор Петрович Прокопьев, отец Олега Прокопьева                                             |
| 2018      | с   | Дом с чёрными котами                                                | Нойманн                                                                                      |
| 2018      | с   | Мельник                                                             | Бакури Автандилович Бухташвили («Бака Зугдидский»), вор в законе                             |
| 2018      | с   | Семейная тайна                                                      | Борис Сергеевич, компаньон бизнесмена Станислава Романовского                                |
| 2018      | с   | Петербургский роман                                                 | Борис Евгеньевич, ветеринар                                                                  |
| 2018      | с   | Улётный экипаж (2-й сезон, серия № 8)                               | Андрей Карлович Теплицын, известный режиссёр, пассажир самолёта                              |
| 2019      | ф   | Коридор бессмертия                                                  | Феликс Давыдович                                                                             |
| 2019      | с   | Есть нюансы                                                         | Александр Сергеевич Круглов, психолог                                                        |
| 2019      | ф   | Рассвет                                                             | Степан Михайлович Лаберин, профессор сомнологии                                              |
| 2019      | с   | Обгоняя время                                                       | Яков Моисеевич («Старшой»)                                                                   |
| 2019      | с   | Северное сияние. Следы смерти                                       | Пётр Иванович                                                                                |
| 2019      | ф   | Печень, или История одного стартапа                                 | Борис Иванович Знаменский, директор школы                                                    |
| 2020      | с   | Зелёный фургон. Совсем другая история                               | Соломон Самуилович («Дед»), эксперт-криминалист                                              |
| 2020      | с   | Другая кровь                                                        | главарь охотников                                                                            |
| 2020      | с   | За первого встречного                                               | Леонид Егорович, нотариус / барон фон Готенберг                                              |
| 2020      | ф   | Кое-что задаром                                                     | Стивен Уолкер, лейтенант полиции Лос-Анджелеса, шеф детектива Макса Фламберка                |
| 2020      | с   | Формула преступления                                                | Семагин                                                                                      |
| 2020      | с   | Шерлок в России                                                     | Альберт Людвигович Дрейцен                                                                   |
| 2020      | ф   | Серебряные коньки                                                   | старший повар                                                                                |
| 2021      | с   | Спросите медсестру                                                  | Иван Карлович Мяки, заведующий отделением                                                    |
| 2021      | с   | Вопреки очевидному                                                  | Лев Георгиевич Горн, адвокат Андрея Круглова                                                 |
| 2021      | с   | Придуманное счастье                                                 | Семён Ильич                                                                                  |
| 2021      | с   | Воскресенский                                                       | Верещагин, секретарь Попечительского совета Университета                                     |
| 2021      | с   | Казанова в России. Тайная миссия                                    | Воронцов, Михаил Илларионович                                                                |
| 2022      | с   | Ловец снов                                                          | Дмитрий Ильич Богин, доктор химических наук                                                  |
| 2022      | с   | Янычар                                                              | художник                                                                                     |
| 2023      | с   | Аутсайдер                                                           | дядя Паша                                                                                    |
| 2024      | ф   | Мастер и Маргарита                                                  | Григорий Данилович Римский                                                                   |
| 2024      | ф   | Чёртов камень                                                       | Дворецкий Захар Архипович                                                                    |
| 2025      | с   | Этерна                                                              | Вальтер Придд, герцог, глава Дома Волн, отец Валентина                                       |

## Дубляж и закадровое озвучивание

### Фильмы

#### Майкл Китон
- 2014 — Бёрдмэн — Ригган Томпсон[11]
- 2017 — Человек-паук: Возвращение домой — Эдриан Тумс / Стервятник[12]

#### Энтони Дэниелс
- 1999 — Звёздные войны. Эпизод I: Скрытая угроза — C-3PO[13]
- 2002 — Звёздные войны. Эпизод II: Атака клонов — C-3PO[13]
- 2005 — Звёздные войны. Эпизод III: Месть ситхов — C-3PO[13]
- 2015 — Звёздные войны: Пробуждение силы — C-3PO[14]
- 2017 — Звёздные войны: Последние джедаи — C-3PO[13]
- 2019 — Звёздные войны: Скайуокер. Восход — C-3PO[13]

#### Уиллем Дефо
- 2002 — Человек-паук — Норман Озборн / Зелёный гоблин[12]
- 2004 — Человек-паук 2 — Норман Озборн / Зелёный гоблин[13]
- 2007 — Человек-паук 3: Враг в отражении — Норман Озборн / Зелёный гоблин[13]
- 2021 — Человек-паук: Нет пути домой — Норман Озборн / Зелёный гоблин[13]

#### Мадс Миккельсен
- 2006 — Казино Рояль — Лё Шиффр
- 2016 — Доктор Стрэндж — Кецилий[12]

### Телесериалы
- 2004 — 2012 — Доктор Хаус — Грегори Хаус (версия «LostFilm») (Хью Лори)[3][11][15]

### Мультфильмы
- 1998 — Мулан — Мушу[3][16]
- 2003 — В поисках Немо — Краш[17]

## Озвучивание

### Фильмы
- 1992 — Рэкет — Вымогатель на допросе[кто?]
- 1994 — Замок — Землемер (роль Николая Стоцкого)
- 1995 — Четвёртая планета — Сергей, командир корабля (роль Анатолия Котенёва)
- 1997 — Брат — режиссёр клипа (роль Сергея Дебижева)
- 2006 — Эрагон - Гальбаторикс
- 2016 — Дело декабристов — читает текст[кто?]

### Сериалы
- 2000—2003 — Бандитский Петербург — рассказчик (фильмы 1-2, 4-6)
- 2000 — Агент национальной безопасности-2 — рассказчик (серии «Человек без лица», «Клуб „Алиса“»)
- 2002 — Нож в облаках - Олев Киви, виолончелист (роль Алексея Климушкина)

### Мультфильмы
- 2017 — Урфин Джюс и его деревянные солдаты — Смелый Лев
- 2019 — Урфин Джюс возвращается — Смелый Лев

### Аудиокниги
- 2006 — «Первое правило волшебника» — Терри Гудкайнд
- 2006 — «Варвары» — Александр Мазин
- 2006 — «Варяг» — Александр Мазин
- 2006 — «Я — Инквизитор» — Александр Мазин
- 2006 — «Золотой ключик, или Приключения Буратино» — Алексей Николаевич Толстой
- 2007 — «Смерть или слава» — Владимир Васильев
- 2007 — «Чёрная эстафета» — Владимир Васильев
- 2007 — «Путешествия Гулливера» — Джонатан Свифт
- 2007 — «Зов предков» — Джек Лондон
- 2009 — «Язычник» — Александр Мазин
- 2009 — «Санькя» — Захар Прилепин
- 2009 — «Победитель остаётся один» — Пауло Коэльо
- 2009 — «Антикиллер-3: Допрос с пристрастием» — Даниил Корецкий
- 2010 — «Логово льва» — Василий Аксёнов
- 2010 — «Каникулы строгого режима» — Андрей Кивинов, Фёдор Крестовый
- 2010 — «Змеёныш» — Андрей Левицкий, Лев Жаков
- 2010 — «Сага смерти: Мгла» — Андрей Левицкий
- 2010 — «Мультики» — Михаил Елизаров
- 2011 — «Наследие» — Сергей Тармашев
- 2011 — «Викинг» — Александр Мазин
- 2011 — «Римский орёл» — Александр Мазин
- 2011 — «Княжья Русь» — Александр Мазин
- 2012 — «Цена Империи» — Александр Мазин
- 2012 — «Белый волк» — Александр Мазин
- 2012 — «Легион против Империи» — Александр Мазин
- 2013 — «Шпион, выйди вон!» — Джон Ле Карре
- 2013 — «Москау» — Георгий Зотов
- 2013 — «Восьмёрка. Маленькие повести» — Захар Прилепин
- 2013 — «Повести земли русской» — Ирина Токмакова
- 2013 — «Изнанка мира» — Тимофей Калашников
- 2013 — «Сказочник» — Георгий Зотов
- 2014 — «Возвращение ярла» — Александр Мазин
- 2015 — «Волки Одина» — Александр Мазин
- 2015 — «Игры викингов» — Александр Мазин
- 2016 — «Порок сердца» — Антон Соя, Ольга Минина
- 2016 — «Пограничье 7: Синтез» — Сергей Слюсаренко
- 2016 — «Кваzи» — Сергей Лукьяненко
- 2016 — «Земля предков» — Александр Мазин
- 2016 — «Богатырь» — Александр Мазин
- 2017 — «Золото старых богов» — Александр Мазин
- 2017 — «Доблесть воина» — Александр Мазин
- 2018 — «КайноZой» — Сергей Лукьяненко
- 2019 — «Король на горе» — Александр Мазин
- 2019 — «Мы платим железом» — Александр Мазин
- 2019 — «Последнее желание» — Анджей Сапковский
- 2019 — «Меч Предназначения» — Анджей Сапковский
- 2019 — «Кровь Эльфов» — Анджей Сапковский
- 2019 — «Час Презрения» — Анджей Сапковский
- 2019 — «Отрицательный рейтинг» — Александр Мазин